# Love and Rockets
Cet article concerne la bande dessinée. Pour le groupe de rock, voir Love and Rockets (groupe).
Love and Rockets est une série de bande dessinée périodique publiée par l'éditeur américain Fantagraphics et réalisée par les frères Hernandez : Jaime, Gilbert et Mario (moins prolifique et moins connu que les deux autres), parfois crédités sous l'appellation collective « Los Bros Hernandez ».

## Principe de la série
Love and Rockets rassemble plusieurs histoires à suivre, dont les principales sont Locas et Palomar.
Locas (ou Hoppers 13) est réalisé par Jaime Hernandez. La série suit les vies d'un groupe de personnage pour la plupart chicanos, depuis leur adolescence marquée par les débuts de la scène punk jusqu'à nos jours. Deux des personnages les plus importants sont Margarita Luisa  Chascarrillo dite Maggie et Esperanza « Hopey » Leticia Glass, deux amies et parfois amantes dont les relations complexes sont le sujet des intrigues de nombreux épisodes.
Palomar (ou Heartbreak Soup d'après le titre de la première histoire de la série, puis Luba) de Gilbert Hernandez raconte l'histoire du village fictif de Palomar et de ses nombreux habitants. Le personnage de Luba a une importance particulière dans Palomar ; elle donne son nom à toute une partie de la série qui la suit lorsque sa famille et elle quittent Palomar pour émigrer aux États-Unis.

## Analyse
L'œuvre des frères Hernandez est caractérisée par des influences culturelles complexes : l'Amérique centrale, les quartiers pauvres de Los Angeles, la bande dessinée des années 1950 autant que la bande dessinée underground de la fin des années 1960, la science-fiction, la littérature sud-américaine (Gabriel García Márquez par exemple), ou encore, la musique punk.
La liberté narrative des frères Hernandez fait de Love and Rockets une œuvre centrale dans l'histoire de la bande dessinée indépendante américaine.

## Historique de la publication
Le premier numéro, auto-édité, sort en 1981. Fantagraphics publie la série à partir de 1982 jusqu'au 50e numéro de Love and Rockets, en 1996. Après cela, les frères Hernandez travaillent séparément sur leurs propres séries, qui impliquent des personnages de la série d'origine : Luba pour Gilbert et Penny Century et Whoa, Nellie! pour Jaime.
En 2001, les frères Hernandez se réunissent à nouveau pour lancer Love and Rockets volume 2, qui parait trois fois par an et compte un total de vingt fascicules. Depuis 2008, la série continue sous le nom de Love and Rockets, New Series, publié sous la forme d'une anthologie annuelle. Six volumes d'une centaine de pages ont paru (2014).

## Ouvrages publiés en langue française
Les frères Hernandez ont été passablement maltraités par leurs éditeurs français, qui ont présenté leurs œuvres dans le désordre le plus complet. Il a fallu attendre 2005 pour que Le Seuil entame un véritable suivi dans l'édition de la série en français. Ces recueils compilent des histoires récemment publiées aux États-Unis et tirées respectivement de l'univers de Hopey et de Maggie (Jaime Hernandez) et de l'univers de Palomar (Gilbert Hernandez).
- Los Hermanos Hernandez, Pain, Amour et Fusées, Les Humanoïdes Associés, « Pied Jaloux », 1983  (ISBN 273160218X).
- Gilbert Hernandez, Love & Rocket X, Rackham, 2000  (ISBN 2-87827-040-1)[1].

Série Locas de Jaime Hernandez
- Mechanics, Comics USA, 1987  (ISBN 2-87695-039-1)
- Modern Sex, Albin Michel coll. « L’Écho des savanes », 1990  (ISBN 2-226-05153-8)
- Locas T1 et T2, éd. du Seuil, 2005  (ISBN 2-02-084595-4)
- Elles ne pensent qu’à ça, éd. Delcourt coll. « Outsider », 2009
- Maggie Chascarrillo & Hopey Glass, éd. Delcourt coll. « Outsider », 2010

Série Palomar de Gilbert Hernandez
- Palomar City, Seuil :

1. Palomar City volume 1, 2006  (ISBN 2-02-084598-9).
2. Palomar City volume 2, 2017  (ISBN 978-2-02-084599-1).

- Nouvelles Histoires de la vieille Palomar, Vertige Graphic et Coconino Press, coll. « Ignatz », 2008  (ISBN 978-2-84999-039-1).
- La Rivière empoisonnée, Delcourt, coll. « Outsider », 2008  (ISBN 978-2-7560-1462-3).
- L’enfer est pavé de bonnes intentions, Delcourt coll. « Outsider », 2009  (ISBN 978-2-7560-1662-7).
- Luba, Delcourt coll. « Outsider » :

1. Luba volume 1, 2010  (ISBN 978-2-7560-1869-0).
2. Luba volume 2, 2010  (ISBN 978-2-7560-2371-7).
3. Luba volume 3, 2012  (ISBN 978-2-7560-2784-5).

### Publication chez Komics Initiative
Début septembre 2021, Komics Initiative a annoncé sur sa page Facebook le projet de publier l'intégrale de l’œuvre des frères Hernandez en 2022. Le 25 décembre 2021, un financement participatif a été dévoilé pour un démarrage le 8 janvier 2022 sur la plateforme Ulule.

Intégrale Love & Rockets
- volume 1 - Maggie la mécano, Jaime Hernandez, juin 2022
- volume 2 - Heartbreak Soup, Gilbert Hernandez, juin 2022
- volume 3 - La fille de HOPPERS, Jaime Hernandez, février 2023
- volume 4 - Diastrophisme humain, Gilbert Hernandez, février 2023